# Larangan Luwok
Larangan Luwok is een bestuurslaag in het regentschap Temanggung van de provincie Midden-Java, Indonesië. Larangan Luwok telt 1329 inwoners (volkstelling 2010).